# إليزابيث دين
إليزابيث دين (بالألمانية: Elisabeth Dane)‏ هي عالمة كيمياء حيوية ألمانية، ولدت في 9 يناير 1903 في ماين في ألمانيا، وتوفيت في 12 مارس 1984 في ميونخ في ألمانيا.